# Harpyodus
L'arpiodo (gen. Harpyodus) è un mammifero estinto, appartenente ai pantodonti. Visse tra il Paleocene inferiore e il Paleocene superiore (circa 62 - 56 milioni di anni fa) e i suoi resti fossili sono stati ritrovati in Cina.

## Descrizione
Questo animale era di piccole dimensioni, e si suppone non dovesse superare le dimensioni di una marmotta. Harpyodus possedeva i tipici molari superiori e i premolari dei pantodonti, con paracono e metacono molto ragicinati e una piattaforma stilare molto ampia. Differiva da Bemalambda e da gran parte di altri pantodonti, tuttavia, nell'avere un ipocono distinto; questa caratteristica era probabilmente un'autapomorfia di questo genere.

## Classificazione
Harpyodus venne descritto per la prima volta nel 1977, sulla base di fossili ritrovati in Cina, nella zona di Chenxiawu (provincia di Anhui). La specie tipo, H. euros, risale al Paleocene inferiore. Nel 1997 è stata descritta un'altra specie (H. progressus), più specializzata e più recente, proveniente dal Paleocene superiore di Xuancheng (provincia di Anhui). Un pantodonte del Paleocene superiore della Cina, descritto inizialmente come Wanglia decora nel 1988, è stato in seguito considerato una specie di Harpyodus (H. decorus). 
Harpyodus era un rappresentante dei pantodonti, un gruppo di mammiferi del Paleogene dotati di una dentatura arcaica ma molto caratteristica. Tra questi, sembra che Harpyodus fosse uno dei più primitivi, e insieme all'affine Dysnoetodon è stato classificato in una famiglia a sé stante (Harpyodidae). Altri pantodonti basali erano Bemalambda e il sudamericano Alcidedorbignya.

## Paleobiologia
Harpyodus doveva essere un piccolo animale insettivoro, forse in grado di arrampicarsi sugli alberi.